# Arnakke
Arnakke is een plaats in de Deense regio Seeland, gemeente Holbæk, en telt 386 inwoners (2008).